# Hontenisse
Hontenisse est une ancienne commune néerlandaise de la province de la Zélande.
La commune était située dans la partie orientale de la Flandre zélandaise, sur l'Escaut occidental. Le 1er janvier 2003, Hontenisse est rattaché à Hulst. Son nom lui venait d'un village du même nom, disparu dans les flots de l'Escaut en 1508. Celui- ci tirait son nom d'un gué sur le Honte.
La commune de Hontenisse était constituée des villages de Kloosterzande, Ossenisse, Terhole, Hengstdijk et Lamswaarde. La mairie était située à Kloosterzande. Le 1er avril 1970, la commune de Vogelwaarde avait été rattachée à la commune.
La superficie de la commune était de 115,78 km2 ; à sa suppression, elle comptait un peu plus que 8 000 habitants.

## Histoire
Le nom de la commune provient d'un village noyé dans le Honte en 1508.